# Cephalocereus mezcalaensis
Cephalocereus mezcalaensis ist eine Pflanzenart aus der Gattung Cephalocereus in der Familie der Kakteengewächse (Cactaceae). Das Artepitheton mezcalaensis verweist auf das Vorkommen der Art im Tal des Río Mezcala im mexikanischen Bundesstaat Guerrero.

## Beschreibung
Cephalocereus mezcalaensis wächst einzeln und erreicht eine Wuchshöhe von 5 bis 10 Metern. Die säulenförmigen, gelblich grünen Triebe weisen Durchmesser von 13 bis 40 Zentimetern auf. Die 13 bis 25 Rippen sind breit und kantig. Die ein bis vier leicht abgeflachten Mitteldornen sind gerade, dunkel und nur wenig länger als die fünf bis neun Randdornen. Die ausgebreiteten Randdornen sind weißlich bis gelblich, an ihrer Spitze dunkler und 0,8 bis 2 Zentimeter lang.
Die trichterförmigen Blüten erscheinen oft entlang des gesamten Triebes. Sie sind weiß bis gelblich und purpurfarben und bis 5 Zentimeter lang. Ihr Perikarpell und die Blütenröhre sind mit Höckern mit kleinen Schuppen und Wolle besetzt. Die kugel- bis eiförmigen Früchte sind 3 bis 4 Zentimeter lang und mit Höckern, die ausdauernde Wolle und Dornen tragen, besetzt.

## Verbreitung, Systematik und Gefährdung
Cephalocereus mezcalaensis ist in Mexiko weit verbreitet.
Die Erstbeschreibung erfolgte 1932 durch Helia Bravo Hollis. Nomenklatorische Synonyme sind Neobuxbaumia mezcalaensis (Bravo) Backeb. (1941), Neodawsonia mezcalaensis (Bravo) Backeb. (1941), Pilocereus mezcalaensis (Bravo) W.T.Marshall (1941) und Carnegiea mezcalaensis (Bravo) P.V.Heath (1992).
In der Roten Liste gefährdeter Arten der IUCN wird die Art als „Least Concern (LC)“, d. h. als nicht gefährdet geführt.

## Nachweise